# Magda Madeleine

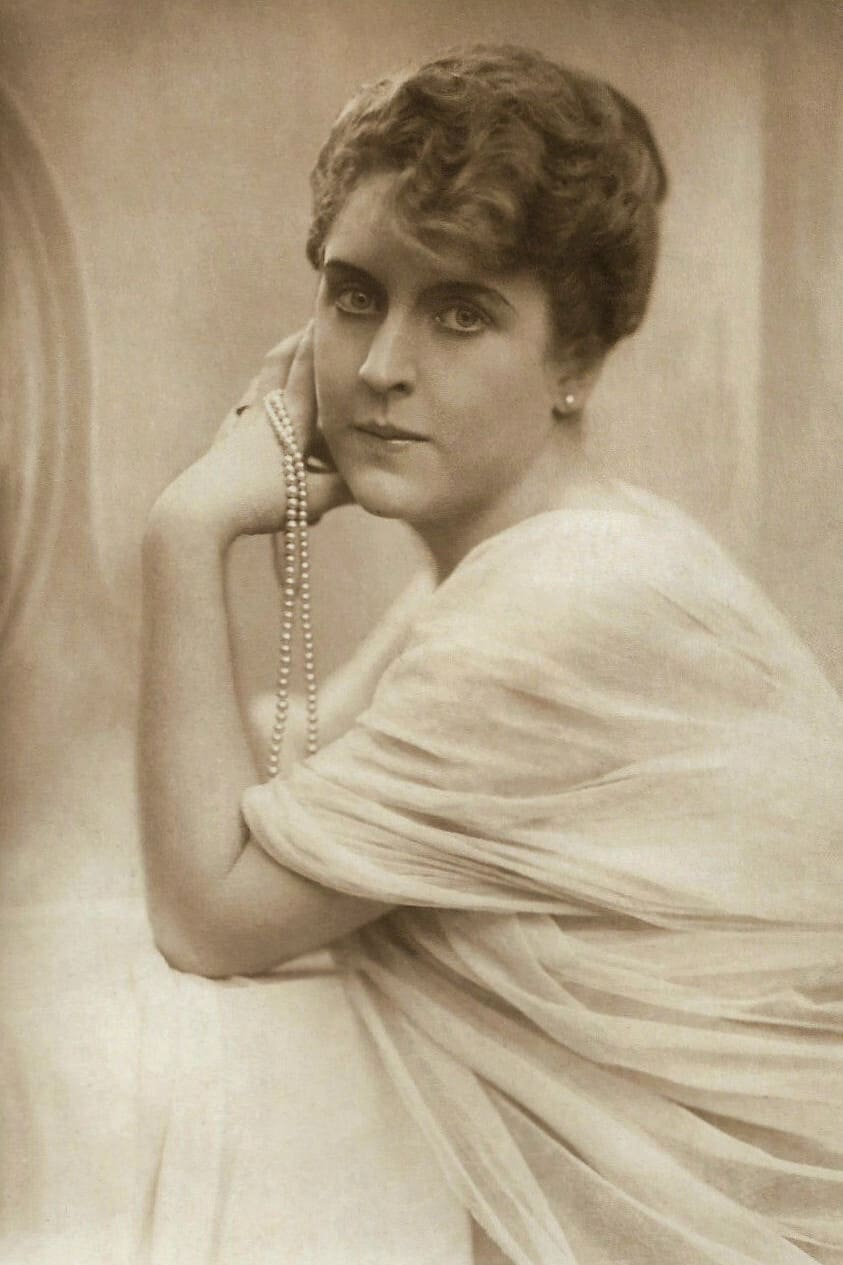
Porträtfoto von Magda Madeleine aus dem Atelier Becker & Maass, Berlin

Magda Madeleine (auch Maud Madeleine; * 30. Oktober 1892 als Ida Magdalena Anna Haering in München; † 11. Februar 1973 in Hamburg) war eine deutsche Theater- und Stummfilmschauspielerin.

## Leben und Wirken
Die Tochter des Restaurateurs Heinrich Haering und seiner Frau Anna Maria geb. Ballauf nahm Gesangs- und Schauspielunterricht bei Franz Emerich in Berlin. Bereits im Jugendalter erhielt sie vom Regisseur Paul von Woringen ein Filmangebot, das sie jedoch ablehnte, da sie sich zu jung fühlte und das Medium Film zu dieser Zeit geringes Ansehen genoss. Erneut für den Film entdeckt wurde die blonde Künstlerin dann von Walter Turszinsky während einer Probe im Berliner Metropol-Theater, wo sie seit 1912 engagiert war. Weitere Bühnenstationen waren u. a. das Residenz-Theater und der Wintergarten.
Zu Beginn ihrer Karriere führte die Münchnerin den Künstlernamen Maud Madeleine, den sie jedoch bald nach Ausbruch des Ersten Weltkriegs eindeutschte. In der Saison 1915/16 spielte sie am Berliner Thalia-Theater, ehe sie ihre Filmarbeit intensivierte und bald beträchtliche Popularität erlangte. Sie verkörperte weibliche Hauptrollen in etlichen Filmen namhafter Regisseure wie etwa Robert Wiene (Der standhafte Benjamin), Richard Eichberg (Frauen, die sich opfern, Das Skelett), Rudolf Meinert (Die Fußspur, Giovannis Rache, Die sterbenden Perlen) und Joe May (Die Hochzeit im Excentric-Club). Auch die Verfilmung von Fritz Langs Drehbuchdebüt Die Peitsche entstand unter ihrer Beteiligung. Ihrem Typus entsprechend wurde Magda Madeleine hauptsächlich auf Salondamen und sentimentale Frauenrollen festgelegt. 1918/19 hatte sie ihre eigene Filmserie. Nach Kriegsende kehrte sie auf die Bühne zurück und war zunächst wieder am Metropol-Theater zu sehen. Bereits unter ihrem Ehenamen Magda Mohr trat sie 1920 am Kleinen Schauspielhaus in der deutschsprachigen Uraufführung von Arthur Schnitzlers Reigen in der Rolle der jungen Frau auf und musste sich deshalb zusammen mit der Direktion und den übrigen Ensemblemitgliedern im sogenannten „Reigen-Prozess“ verantworten, wurde letztlich aber freigesprochen.
Nachdem sie 1920 den Hamburger Kaufmann Max Mohr (Mitinhaber der Tuchgroßhandlung Mohr & Wittmaak und späterer Handelsrichter) geheiratet hatte, zog sich Magda Madeleine allmählich ins Privatleben zurück. Ihre letzte Filmrolle spielte sie 1925 in Franz Hofers Drama Der Schrei nach Glück. Über das spätere Leben der ehemaligen Stummfilm-Diva ist derzeit nichts bekannt. Sie starb 1973 im Israelitischen Krankenhaus in ihrer Wahlheimat Hamburg.

## Filmografie (Auswahl)
- 1915: Der Strumpf (Kurzfilm)
- 1916: Der Hilferuf
- 1916: Frauen, die sich opfern
- 1916: Der Mann ohne Kopf (Kurzfilm)
- 1916: Das Skelett
- 1916: Gräfin de Castro
- 1916: Lux, der Spürhund von Stradford
- 1916: Die Peitsche
- 1916: Das Geheimnis der Villa Dox
- 1917: Sabina
- 1917: Der standhafte Benjamin
- 1917: Das Licht in der Nacht
- 1917: Die Fußspur (Kurzfilm)
- 1917: Die Hochzeit im Excentric-Club
- 1917: Giovannis Rache (Kurzfilm)
- 1917: Die goldene Brücke
- 1917: Wenn die Stimme des Blutes spricht
- 1917: Das Licht in der Nacht
- 1918: Die sterbenden Perlen
- 1918: Der Prozeß Hauers
- 1918: Die Stunde der Vergeltung
- 1918: Die einsame Frau
- 1918: Die Tochter des Rajah
- 1918: Die lachende Maske
- 1919: Verschlungene Wege
- 1919: Wenn Freunde zu Rivalen werden
- 1919: Die Mission eines Toten (Kurzfilm)
- 1919: Madeleine
- 1919: Hotel Medusa
- 1919: Die Lüge der Pia Mahren
- 1919: Der unsichtbare Gast
- 1919: Das Rätsel der Unbekannten
- 1920: Um den Bruchteil einer Sekunde
- 1920: In nächtlicher Stunde (Kurzfilm)
- 1920: Präsident Barrada
- 1921: Der Mord ohne Täter
- 1921: Christian Wahnschaffe, 2. Teil – Die Flucht aus dem goldenen Kerker
- 1921: Die treibende Kraft
- 1921: Die Beichte einer Gefallenen
- 1921: Mann über Bord
- 1921: Der Held des Tages
- 1921: Die Perle des Orients
- 1921: Die Gebieterin von Saint Tropez
- 1921: Die Minderjährige
- 1922: Tingeltangel
- 1924: Im Schatten der Anderen
- 1925: Der Schrei nach Glück

## Bildergalerie

Der Prozeß Hauers (1918)
Der Prozeß Hauers
Der Prozeß Hauers
Die Stunde der Vergeltung (1918)
Die einsame Frau (1918)
Die einsame Frau
Die Tochter des Rajah (1918)
Die lachende Maske (1918)
Verschlungene Wege (1919)